# Mario Vega
Mario Vega est un pasteur chrétien de courant pentecôtiste, responsable principal de l’église Misión Cristiana Elim Internacional à San Salvador, au Salvador. Il est marié à Cecilia de Vega et a un fils.

## Biographie
Mario Vega nait en 1958 à San Salvador au El Salvador. Il est élevé dans une famille catholique. A 15 ans, il consomme alcool et de drogue. Le 19 janvier 1975, à 17 ans, il visite, pour la première fois, une église évangélique, La Peña de Horeb à Soyapango, avec son cousin. Une semaine plus tard, le 26 janvier, il décide de donner sa vie à Jésus. Quelque temps après, il termine ses études secondaires et il répond à l'appel du ministère, malgré l'incompréhension de sa famille, qui voit cela comme un débouché pour ceux qui n'ont pas réussi.

## Ministère
Le 13 avril 1980, à 22 ans, Mario Vega est envoyé à Santa Ana (Salvador) pour une filiale de la Misión Cristiana Elim Internacional. En juillet, il est ordonné pasteur par Sergio Daniel Solórzano Aldana.
En 1997, Mario Vega devient pasteur principal de l'église Misión Cristiana Elim Internacional de San Salvador. Il est considéré comme une personne ressource pour apporter un éclairage sur certains sujets sociaux ,   Il est également impliqué dans la lutte contre la pauvreté par la mise en place de programmes concrets avec l'Église; formations en emploi, éducation environnementale, teste de dépistage du VIH.